# Mozilla Sunbird
Mozilla Sunbird è stata un'applicazione open source per la gestione di calendari, agenda, memo, contatti, gestione riunioni (analogamente a Microsoft Outlook, anche se per la posta deve integrarsi con Thunderbird), sviluppata da Mozilla Foundation e da una vasta comunità di contributori esterni. È espandibile con componenti aggiuntivi (estensioni e temi).
L'applicazione funziona su diversi sistemi operativi: Microsoft Windows, Linux, MacOS e Oracle Solaris.
Esiste inoltre una versione non ufficiale per OS/2.
L'ultima versione, uscita il 2 aprile 2010, è la 1.0 beta 1, ed è disponibile in 31 lingue, tra le quali l'italiano.
Come si intuisce dal numero della versione, Sunbird è un'applicazione ancora in fase di sviluppo, ma ha già raggiunto un'affidabilità sufficiente per l'utilizzo quotidiano.
Sunbird è basato sulla stessa tecnologia con la quale sono sviluppati Mozilla Firefox (un browser web) e Mozilla Thunderbird (un client di posta elettronica), due applicazioni molto diffuse prodotte anch'esse da Mozilla Foundation.
L'applicazione era disponibile in due versioni:
- Mozilla Sunbird, che si installa e si usa in modo indipendente
- Lightning, che è una estensione per Mozilla Thunderbird; permette di utilizzare il programma in modo integrato con Thunderbird.

Le due versioni sono basate sullo stesso codice sorgente, e offrono sostanzialmente le medesime funzionalità. A partire dalla versione 0.3, vengono rilasciate insieme e con lo stesso numero di versione. Sunbird e Lightning sono gestiti all'interno di un unico progetto, denominato Mozilla Calendar.
Dall'ultima data di pubblicazione di aggiornamenti per la Beta Release, non ci sono state altre modifiche o annunci per il progetto Sunbird, venendo anche rimosso dal sito ufficiale della Mozilla Foundation. Il progetto è stato ritirato per concentrarsi sullo sviluppo di Mozilla Lighting.
Nella lingua inglese il termine sunbird indica la nettarinia, un uccello tropicale simile al colibrì, diffuso in Africa e Oceania. Sunbird significa letteralmente "uccello del sole", a causa dei riflessi metallici propri del piumaggio dei maschi di questa specie. Questo uccello è raffigurato nel logo.

## Storia
Annunciato nel luglio del 2003, Sunbird deriva dall'applicazione Mozilla Calendar, il cui codice originale trae origine da una donazione di software della OEone (attualmente Axentra).
Mozilla Calendar è stato sostituito da Sunbird e dall'applicazione sorella Lightning.
L'elenco seguente contiene le versioni dell'applicazione, con la data di rilascio:
- 0.2 (4 febbraio 2005)
- 0.3a1 (4 novembre 2005)
- 0.3a2 (11 maggio 2006)
- 0.3 (11 ottobre 2006)
- 0.3.1 (19 febbraio 2007)
- 0.5 (27 giugno 2007)
- 0.7 (25 ottobre 2007)
- 0.8 (4 aprile 2008)
- 0.9 (23 settembre 2008)
- 1.0b1 (2 aprile 2010)

## Funzionalità
Questa sezione fornisce una panoramica, non esaustiva, delle principali funzionalità di Sunbird.

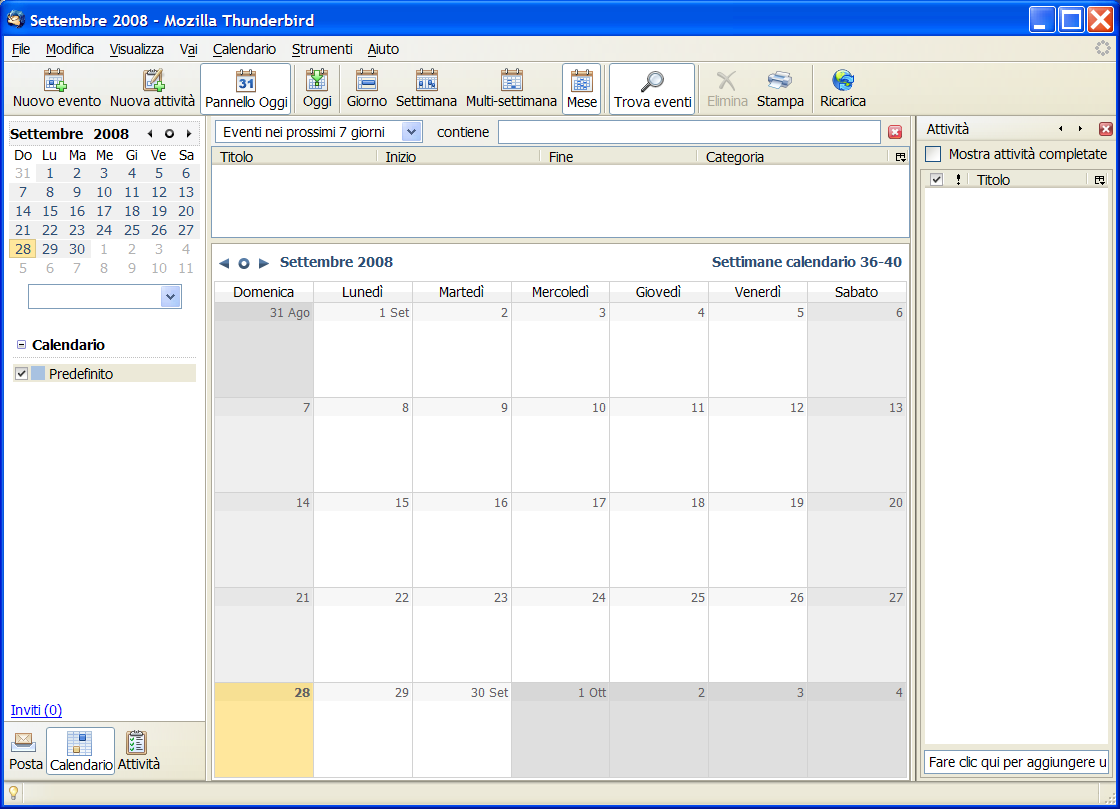
Lightning 0.9 con Mozilla Thunderbird 2 su Windows XP

Sunbird permette di gestire uno o più calendari, che possono essere memorizzati in locale sul personal computer, oppure su un server remoto.
La possibilità di memorizzare un calendario su un server remoto consente di condividere lo stesso calendario con un gruppo di persone.
È possibile scegliere se visualizzare solo gli eventi di un calendario, oppure gli eventi di più calendari contemporaneamente. A ogni calendario è possibile attribuire un colore diverso, in modo da distinguere facilmente gli eventi di cui fanno parte.
Ogni evento del calendario può essere corredato di diverse informazioni, tra cui una categoria (scelta tra un elenco predefinito o creata dall'utente).
È possibile definire eventi ricorrenti, secondo varie periodicità.
Il calendario può essere visualizzato con viste diverse: giornaliera, settimanale, multi-settimanale e mensile.
È possibile importare ed esportare i calendari in vari formati, tra i quali il formato iCalendar, uno standard molto diffuso per lo scambio di dati di calendari.
Completano le funzionalità principali la possibilità di definire delle attività, la possibilità di stampare i calendari mediante diversi modelli (lista, agenda settimanale e agenda mensile), e la possibilità di impostare un allarme per essere avvisati all'approssimarsi di un evento.
Analogamente ai programmi simili Firefox e Thunderbird, le funzionalità di Sunbird possono essere estese con dei componenti aggiuntivi, generalmente di dimensioni molto contenute, denominati estensioni. L'aspetto grafico può anch'esso essere modificato con dei pacchetti aggiuntivi, denominati temi.
A settembre 2008 risultano disponibili circa 70 estensioni (più altre 40 circa sperimentali) sul sito Componenti aggiuntivi per Sunbird.

## Sunbird portatile
Sono disponibili delle versioni di Sunbird che possono essere trasportate e utilizzate su un supporto di memoria esterna, come ad esempio un supporto USB.
Queste versioni offrono la possibilità di utilizzare Sunbird senza doverlo installare sul personal computer, accedendo ai propri calendari su diversi personal computer.
Sono versioni gratuite, Open Source e sono disponibili nativamente solo per Windows. Queste versioni non sono distribuite da Mozilla.
Possono essere scaricate dai seguenti indirizzi.
da winPenPack.com X-Sunbird, versione italiana
da portableapps.com/apps/office/sunbird_portable.

## Tecnologia
Sunbird è sviluppato con la stessa tecnologia software con la quale sono sviluppati Firefox, Thunderbird e altre applicazioni.
Questa tecnologia è composta da un insieme di componenti software multi-piattaforma, e da un insieme di standard e linguaggi di programmazione. Questo insieme di elementi costituisce la piattaforma di sviluppo Mozilla (Mozilla Application Framework).
Tra i numerosi elementi che compongono questa piattaforma citiamo:
- Gecko, un componente software in grado di visualizzare le pagine web ma anche le interfacce utente di tipo grafico
- XUL (XML User Interface Language), un linguaggio di markup che permette di definire le interfacce utente di tipo grafico visualizzate con Gecko
- JavaScript, un linguaggio di scripting molto diffuso con il quale sono realizzate la maggior parte delle funzionalità del programma
- XPCOM (Cross Platform Component Object Model), un modello per componenti software multi-piattaforma

Degna di menzione è la compattezza dell'applicazione: il file di installazione di Sunbird 0.9 per Windows ha una dimensione di poco superiore a 5 megabyte.
Dato che Sunbird è un'applicazione open source, chiunque può contribuire al suo miglioramento, ad esempio traducendo l'interfaccia utente in una nuova lingua, partecipando ai test, segnalando errori e richieste di nuove funzionalità, e naturalmente sviluppando il software necessario.